# Matur
Complexo Turístico - Matur, foi um um complexo turístico situado na Freguesia de Água de Pena, Concelho de Machico.
O início da sua construção data dos finais dos anos sessenta e foi inaugurado no ano de 1972. Funcionou como empreendimento turístico até janeiro de 1994. Do complexo fazia parte o hotel Holiday Inn (primeira designação), junto ao aeroporto, como todos os hotéis dessa cadeia internacional, no complexo da Matur, do grupo Grão Pará, da empresária Fernanda Pires da Silva, representou uma inovação no contexto da hotelaria insular. Foi, assim, criada a primeira Cidade Turística do País. A sua construção, até hoje, é única, em escada, acompanhando a orografia do terreno.
A diferença deste empreendimento hoteleiro, baseava-se na distanciação do centro da cidade do Funchal. Este empreendimento localizava-se na Freguesia de Água de Pena, Concelho de Machico, ponta este da Ilha da Madeira. Marcava a proximidade do aeroporto, favorecendo a rápida instalação e saída de hóspedes. 
Com a proximidade do mar e com uma altura considerável, oferecia uma paisagem peculiar e única diretamente para o aeroporto, a Ponta de São Lourenço e as Desertas.
Com a ampliação do aeroporto Internacional da Madeira, este teve de eliminado, culminando com a sua implosão (primeira registada no país) em 28 de março do ano 2000.
Nos dias de hoje, este complexo está votado ao abandono. Há um empresário interessado em revitalizar a zona, julgando, este, poder elaborar o seu plano até ao Verão. O promotor pretende investir e requalificar o prédio onde se encontra o edifício da outrora emblemática piscina olímpica da Matur.
1. ↑  «Revitalização da Matur ainda em estudo prévio». www.dnoticias.pt